# Dünnschichtverzinken

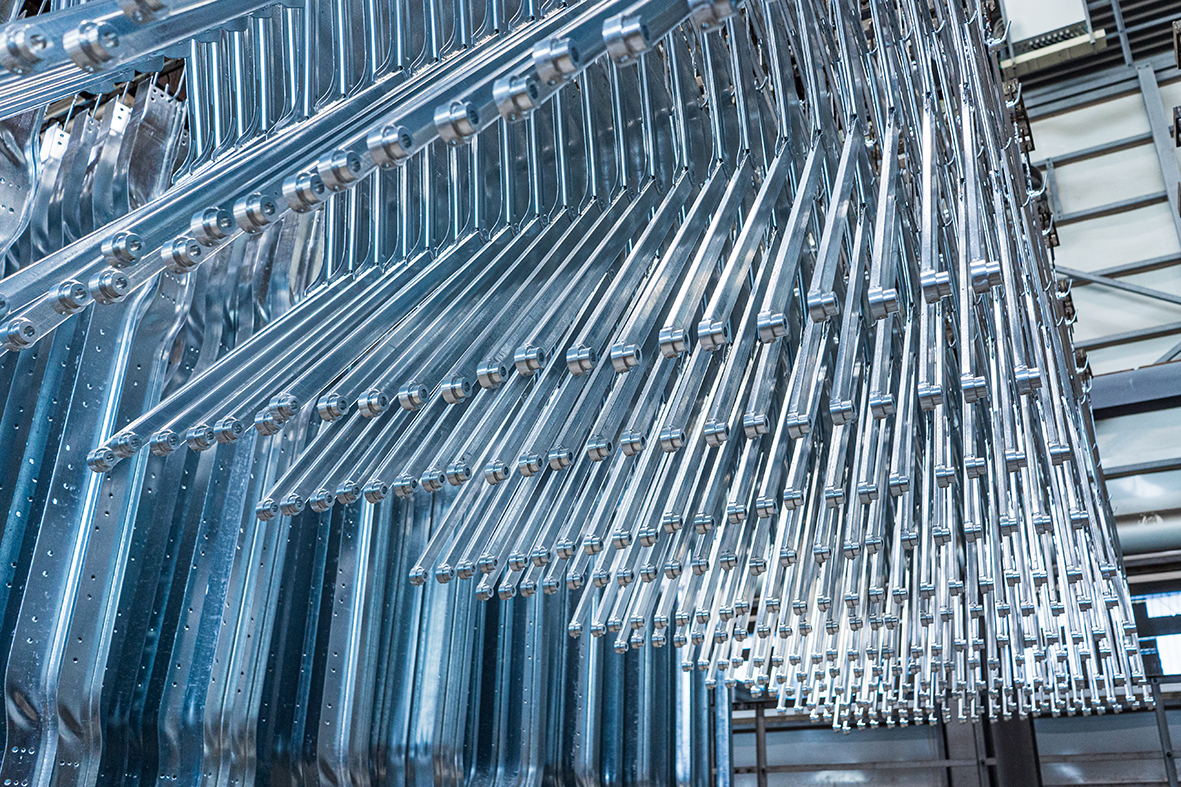
Dünnschichtverzinkte Bauteile

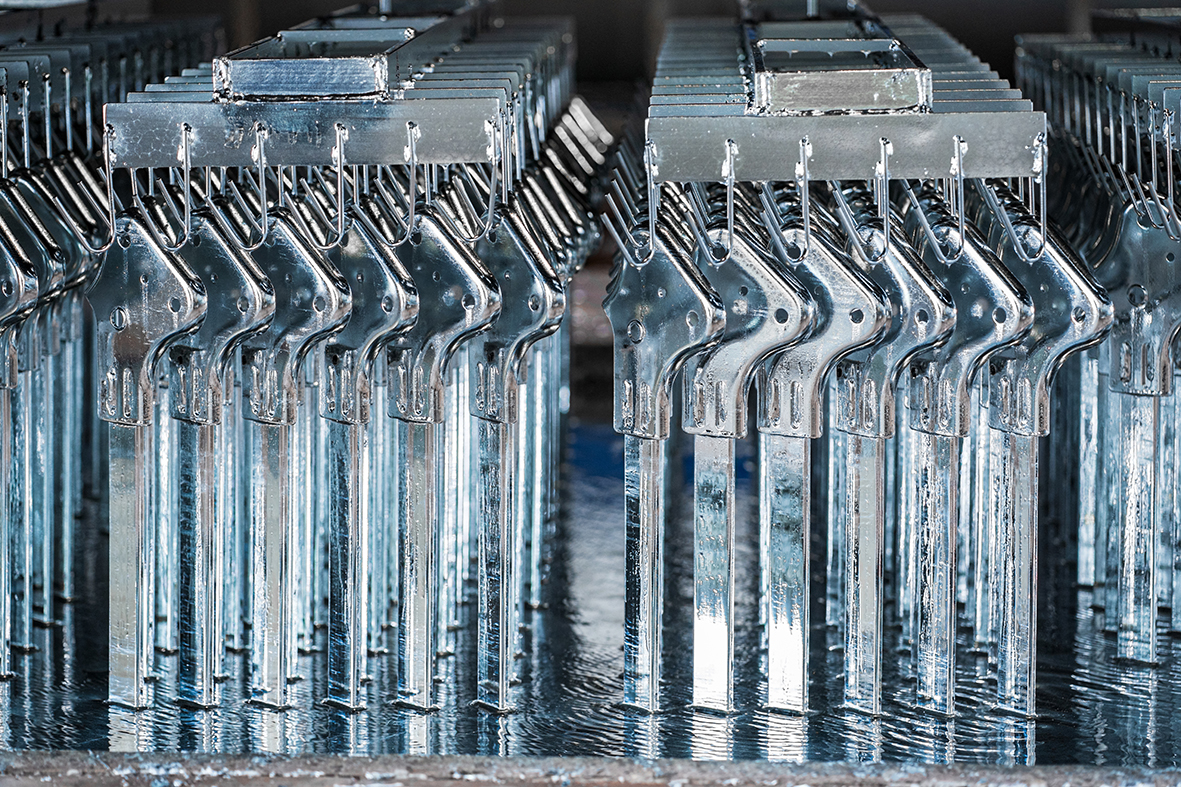
Tauchvorgang beim Dünnschichtverzinken von Serienbauteilen

Das Dünnschichtverzinken ist ein Feuerverzinkungsverfahren zur Herstellung von Überzügen aus Zink-Aluminiumlegierungen durch Eintauchen von Bauteilen aus Eisen oder Stahl in eine Zink-Aluminiumschmelze.
Mittels Dünnschichtverzinken erzeugte Zink-Aluminium-Überzüge sind in DIN 50997 geregelt.
Demnach muss die Schichtdicke für Zink-Aluminiumüberzüge örtlich mindestens 5 μm und durchschnittlich mindestens 6 µm betragen.
Für Anwendungen im bauaufsichtlich geregelten Bereich besteht eine Allgemeine bauaufsichtliche Zulassung.
Durch einen Aluminium-Gehalt in der Zinkschmelze im Bereich von 4–6 % wird die Bildung von intermetallischen Zink-Eisen-Phasen reduziert. Dies ist eine Voraussetzung zur Herstellung besonders dünner Überzüge.
Dünnschichtverzinkte Komponenten finden u. a. Anwendung im Automobil- und Nutzfahrzeugbereich, wo sich durch reduzierte Zinkschichtdicken eine Gewichtseinsparung erzielen lässt.
Einige Automobilhersteller führen die Dünnschichtverzinkung mittels einer Zink-Schmelze mit 5%igem Aluminiumanteil in Werksnormen auf.
Das Dünnschichtverzinkungsverfahren wurde im Jahr 2013 mit dem Deutschen Rohstoffeffizienzpreis ausgezeichnet.

## Korrosionsbeständigkeit und Schutzdauer

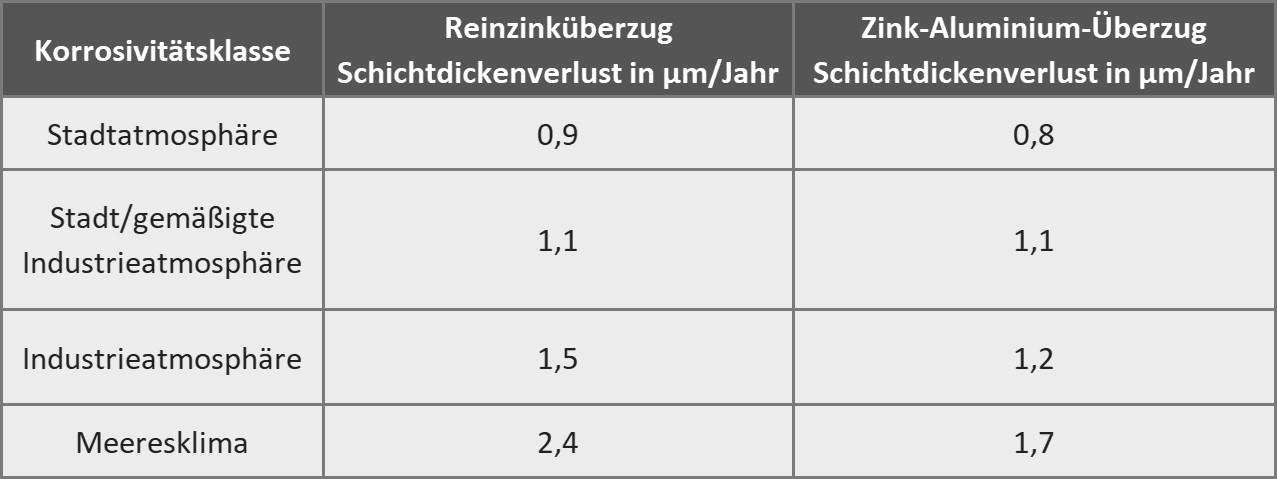
Tabelle: Korrosionsbeständigkeit von Reinzink und Zink-Alu-Überzügen

Nach ISO 14713, Teil 1, Tabelle 2, Anmerkung 7 haben Zink-Aluminium-Überzüge eine höhere Korrosionsbeständigkeit als Zink-Überzüge, jedoch quantifiziert die Norm dies nicht.
Untersuchungen an Prüfblechen zur Korrosionsbeständigkeit von Zink-Aluminium-Überzügen im Vergleich zu Reinzinküberzügen (s. Tabelle) zeigten nach 7 Jahren Auslagerungszeit, dass in Stadt- und gemäßigter Industrieatmosphäre keine oder nur marginale Unterschiede zwischen den beiden Überzugsarten existieren. In der salzhaltigen Atmosphäre von Küstenbereichen zeigten Zink-Aluminium-Überzüge eine um rund 40 Prozent bessere Leistungsfähigkeit.
Legt man die durchschnittliche Mindest-Schichtdicke zugrunde, ergibt sich für einen 6 µm dicken Zink-Aluminium-Überzug im hochkorrosiven Meeresklima bei linearem Verlauf eine theoretische, zu erwartende Schutzdauer von ca. 3,5 Jahren. Das qualifiziert das Dünnschichtverzinken scheinbar nur für dekorative Applikationen und als Korrosionsschutz für temporäre Anwendungen. In realen Anwendungen zeigen dünnschichtverzinkte Komponenten jedoch eine erheblich längere Schutzdauer, z. B. bei hochbelasteten Fahrwerkskomponenten im Automobil- oder Nutzfahrzeugsektor. Von der Bundesanstalt für Straßenwesen wurde in einer Langzeitstudie nachgewiesen, dass an Zink-Aluminium-verzinkten Schutzplanken über 17 Jahre kein Abtrag auftrat.
Die Schichtdicke von Reinzinküberzügen ist in der Regel deutlich höher und damit ressourcenintensiver. So liegen die normativen durchschnittlichen Zink-Schichtdicken von durch Stückverzinken hergestellten Zinküberzügen zwischen 70 und 85 Mikrometer, praxisübliche Schichtdicken liegen mit bis zu 170 Mikrometer darüber. Hierdurch werden in der Regel Schutzzeiträume abhängig von der Korrosionsbelastung von Jahrzehnten erreicht. Bei Verwendung von leistungsfähigeren Zink-Aluminium-Legierungen kann die erforderliche Zinkschichtdicke reduziert werden.